# Oeneis bang-haasi
Oeneis bang-haasi är en fjärilsart som beskrevs av Jules Leon Austaut 1930. Oeneis bang-haasi ingår i släktet Oeneis och familjen praktfjärilar. Inga underarter finns listade i Catalogue of Life.